# Badminton-Bundesliga 2024/25
Die Badminton-Bundesliga-Saison 2024/2025 war die 54. Spielzeit der Badminton-Bundesliga. Am Start waren neun Mannschaften. Bis zum 23. März 2025 wurde die Vorrunde im Modus Jeder-gegen-jeden ausgetragen (Hin- und Rückspiel). Der SV Fun-Ball Dortelweil gewann bei den Finals in Dresden seinen zweiten Meistertitel.

## Mannschaften
- 1. BC Bischmisheim:
Linda Efler, Marvin Seidel, Mark Caljouw, Marvin Datko, Mads Christophersen, Frederik Søgaard, Ruben Jille, Daniel Hess, Julie Dawall Jakobsen, Rosy Oktavia Pancarasi, Isabel Lohau, William Villeger, Daniel Nikolov, Anja Strausak, Dmitriy Panarin, Julien Maio, Lilou Schaffner, Jérôme Pauquet, Jonas Scheller, Kim Schmidt, Johannes Pistorius, Nuria Clowes
- 1. BC Wipperfeld:
Jenny Mairs, Matthew Grimley, Gregory Mairs, Christopher Grimley, Kristin Kuuba, Thuc Phuong Nguyen, Felix Burestedt, Kenneth Neumann, Arnaud Merklé, Aaron Sonnenschein, Line Kjærsfeldt, Antonia Schaller, Nhat Nguyen, Lucia Rodriguez Garcia, Samuel Hsiao, Jones Ralfy Jansen, Kajsa van Dalm, Iikka Heino, Léo van Gysel, David Eckerlin, Luis Pongratz
- TV Refrath:
Jan Colin Völker, Malik Bourakkadi, Leona Michalski, Brian Holtschke, Julia Meyer, David Kim, Fabian Roth, Florentine Schöffski, Max Schwenger, Marcello Kausemann, Frederikke Lund, Mark Byerly, Elias Beckmann, Corvin Schmitz, Fritz Leon Binus, Bennet Peters, Kai Waldenberger
- SV Fun-Ball Dortelweil:
Julie MacPherson, Victor Svendsen, Alexander Dunn, Debora Jille, Zhang Beiwen, Christo Popov, Simon Krax, Mads Vestergaard, Kian-Yu Oei, Yvonne Li, Daniel Lundgaard, Christian Faust Kjaer, William Kryger Boe, Matthias Kicklitz, Kai Schäfer, Danial Iman Marzuan, Lasse Mølhede, Christian Dumler, Calvin Lundsgaard Kvolbaek, Anne Tran Quang Tu-Anh, Miu Lin Ngan, Emma Moszczynski
- SC Union 08 Lüdinghausen:
Ties van der Lecq, Lara Käpplein, Aram Mahmoud, Ade Resky Dwicahyo, Selena Piek, Brian Wassink, Christopher Klauer, Jaymie Lois Laurens, Josche Zurwonne, Rachel Sugden, Robin Tabeling, Nick Fransman, Julien Carraggi, Chloë Mayer, Shreya Hochscheid, Marvin Schmidt, Florian Kneilmann, Johanna Käpplein, Juna Bartsch, Jan Kemper, Leon Kaschura, Stina Vrielmann, Annchristin Block, Kelly van Buiten
- Blau-Weiss Wittorf:
Franziska Volkmann, Anna Siess Ryberg, Bjarne Geiss, Mathias Thyrri, Camilla Martens, Jonathan Dresp, Søren Toft Hansen, Mette Werge, Brandon Yap, Hauke Graalmann, Hans-Kristian Vittinghus, Patrick Volkmann, Andi Fadal Muhammad, Philipp Nebendahl
- 1. BC Beuel:
Max Weißkirchen, Brid Stepper, David Salutt, Sanjeevi Padmanabhan Vasudevan, Annika Horbach, Xuefei Qi, Sam Smith, Felix Hammes, Moritz Rappen, Luis Aniello La Rocca, Zach Russ, Finn Kuhlmann, Ben Gatzsche, Til Gatzsche, Ygor Coelho, Selina Giesler, Vanessa Aslan-Seele
- SG Schorndorf:
Miranda Wilson, Annie Lado, David Kramer, Alan Erben, Jennifer Löwenstein, Melina Wild, Yanis Gaudin, Mihajlo Tomić, Azmy Qowimuramadhoni, Joem Joselal, Janis Machauer, Aditya Gahirwal, Kerstin Wagner, Alex Green, Lizzie Tolman, Benedikt Tausch, Marco Weese, Julian Kramer, Simon Kramer, Yannick Haag, Florian Winniger
- 1. BV Mülheim:
Jarne Schlevoigt, Joshua Magee, Kirsten de Wit, Muhammad Izzuddin Bin Shamsulmuzli, Kaloyana Nalbantova, Constanze Winnefeld, Stilijan Makarski, Dimitar Yanakiev, Adam Hall, Florian Reinhold, Karl Sufryd, Yevheniia Paksiutova, Maxim Vutov, Janina Kreuzburg, Hanna Kalo, Svea Marie Stempniak
- SG EBT Berlin (zog sich vor Saisonbeginn zurück)

## Endstand Vorrunde
Die beiden bestplatzierten Mannschaften erhielten für das Play-off-Viertelfinale ein Freilos und zogen als Gastgeber direkt in das Halbfinale ein. Die Plätze 3 bis 6 spielten über Kreuz die weiteren Teilnehmer aus. Die letztplatzierte Mannschaft stieg in die 2. Badminton-Bundesliga ab.
| Rang | Mannschaft               | gespielt | Punkte | Siege | Niederlagen | Spiele | Spiele | Spiele | Sätze | Sätze | Sätze | Spielpunkte | Spielpunkte | Spielpunkte |
| ---- | ------------------------ | -------- | ------ | ----- | ----------- | ------ | ------ | ------ | ----- | ----- | ----- | ----------- | ----------- | ----------- |
| 1    | SV Fun-Ball Dortelweil   | 16       | 40     | 14    | 2           | 91     | :      | 21     | 296   | :     | 107   | 4110        | :           | 3112        |
| 2    | 1. BC Wipperfeld         | 16       | 39     | 14    | 2           | 88     | :      | 24     | 293   | :     | 105   | 4032        | :           | 2913        |
| 3    | Blau-Weiss Wittorf       | 16       | 29     | 10    | 6           | 69     | :      | 43     | 238   | :     | 175   | 3904        | :           | 3509        |
| 4    | 1. BC Bischmisheim       | 16       | 27     | 11    | 5           | 68     | :      | 44     | 236   | :     | 167   | 3767        | :           | 3423        |
| 5    | SC Union 08 Lüdinghausen | 16       | 24     | 9     | 7           | 55     | :      | 57     | 202   | :     | 205   | 3648        | :           | 3690        |
| 6    | TV Refrath               | 16       | 24     | 8     | 8           | 59     | :      | 53     | 210   | :     | 208   | 3931        | :           | 3845        |
| 7    | 1. BV Mülheim            | 16       | 10     | 3     | 13          | 32     | :      | 80     | 131   | :     | 274   | 3134        | :           | 4022        |
| 8    | 1. BC Beuel              | 16       | 8      | 3     | 13          | 28     | :      | 84     | 123   | :     | 265   | 3019        | :           | 3863        |
| 9    | SG Schorndorf            | 16       | 2      | 0     | 16          | 14     | :      | 98     | 81    | :     | 304   | 2798        | :           | 3966        |

## Viertelfinale
| Datum      | Heim               | Gast                     | Ergebnis |
| ---------- | ------------------ | ------------------------ | -------- |
| 05.04.2025 | 1. BC Bischmisheim | SC Union 08 Lüdinghausen | 4:1      |
| 06.04.2025 | Blau-Weiß Wittorf  | TV Refrath               | 4:0      |

## Halbfinale
| Datum      | Heim                   | Gast               | Ergebnis |
| ---------- | ---------------------- | ------------------ | -------- |
| 17.04.2025 | SV Fun-Ball Dortelweil | 1. BC Bischmisheim | 4:3      |
| 17.04.2025 | 1. BC Wipperfeld       | Blau-Weiß Wittorf  | 3:4      |

## Finale
Das Finale wurde im Rahmen der Multisportveranstaltung „Die Finals“ am 3. August 2025 in der BallsportArena Dresden ausgetragen. Dabei traf der Titelverteidiger SV Fun-Ball Dortelweil auf Blau-Weiß Wittorf, deren Mannschaft zum ersten Mal im Endspiel stand.
| Datum      | Heim                   | Gast              | Ergebnis |
| ---------- | ---------------------- | ----------------- | -------- |
| 03.08.2025 | SV Fun-Ball Dortelweil | Blau-Weiß Wittorf | 4:0      |